# Квятковская, Татьяна Григорьевна
Татьяна Григорьевна Квятковская (род. 22 декабря 1948 года) — казахстанский журналист, общественно-политический деятель. Депутат Мажилиса Парламента Казахстана II созыва.

## Политическая деятельность
7 марта 1994 года состоялись выборы в парламент Казахстана, состоявший из 177 депутатов. Квятковская баллотировалась по Абылайханскому избирательному округу, но не прошла. Максимальное количество голосов набрали Союз народного единства (32), Народный конгресс Казахстана (22), Социалистическая партия Казахстана (12), Федерация профсоюзов (12). Председателем Верховного Совета стал писатель Абиш Кекилбаев. Заседания Верховного Совета XIII созыва были очень конфликтными, в результате за 1 год работы парламент принял всего 7 законов. В газете «Казахстанская правда» была опубликована статья журналиста Татьяны Квятковской о том, что в Абылайханском избирательном округе города Алма-Аты были нарушены требования Кодекса о выборах. Жалоба долго рассматривалась, и в итоге Конституционный суд принял решение, что Центральная избирательная комиссия нарушила конституцию, превысив свои полномочия. Согласно дополнительному комментарию Конституционного суда парламент страны признавался не соответствующим конституции. 11 марта 1995 года президент Казахстана Нурсултан Назарбаев подписал указ «О мерах, вытекающих из постановления Конституционного суда», на основании этого указа парламент был объявлен распущенным.
Писатель Олжас Сулейменов, сравнивая мирный роспуск парламента с Россией, где конституционный кризис вылился в кровопролитные столкновения, сказал о тех днях: «Для разгона парламента в России понадобились танки, а в Казахстане хватило одной Таньки» (имея в виду Татьяну Квятковскую)
В 1999—2004 годах была депутатом Мажилиса Парламента Казахстана II созыва (баллотировалась от «Республиканской политической партии «Отан»»).
В апреле 2009 года Квятковская публично потребовала уголовного расследования деятельности президента АО «Национальная атомная компания „Казатомпром“» Мухтара Джакишева, обратившись к генеральному прокурору и председателю Комитета национальной безопасности с просьбой возбудить уголовное дело. В марте 2010 года Мухтар Джакишев был осуждён на 14 лет по статьям 176 («присвоение или растрата вверенного чужого имущества») и 311 («получение взятки») Уголовного кодекса Казахстана.